# Otello Zeloni
Otello Zeloni (Roma, 26 de novembro de 1921 — São Paulo, 29 de dezembro de 1973) foi um ator ítalo-brasileiro.

## Biografia
Aos vinte anos foi convocado para a II Guerra Mundial pela Regia Aeronautica (Força Aérea Italiana), para ser piloto-aviador. Após anos de combate e dois acidentes, conseguiu fugir do front em 1943, na garupa de uma motocicleta.
Migrando para a América do Sul, passou a negociar filmes italianos, conhecendo assim pessoas da área do cinema, na Argentina e depois no Brasil, onde se radicou em meados de 1947. Iniciou a carreira de radioator, sempre com forte sotaque italiano, mas foi no Teatro de Revista que começou a se apresentar em cenas cômicas, nas companhias de Walter Pinto e Carlos Machado.
Atuou em dezenas de filmes e peças teatrais, como Os Ossos do Barão. Na televisão, trabalhou em programas como Família Trapo (1967 a 1971), "Dom Camilo e os Cabeludos" e "Zeloni Forno e Fogão", primeiro programa de culinária protagonizado por um homem, onde fazia comerciais ao vivo.
Em 1973 atuava como protagonista na novela O Conde Zebra, na TV Tupi, no papel de Vitório Testada, mas no meio da trama o ator foi diagnosticado com um tumor cerebral, fazendo com que seu personagem desaparecesse. Com sua morte, no dia 29 de dezembro, a novela foi interrompida, não sendo acabada.

## Carreira

### Cinema
| Ano  | Título                                                                    |
| ---- | ------------------------------------------------------------------------- |
| 1951 | Suzana e o Presidente                                                     |
| 1954 | É Proibido Beijar (longa/drama/Ugo Lombardi)                              |
| 1956 | Com Água na Boca (longa/comédia/J.B.Tanko)                                |
| 1957 | A Baronesa Transviada (longa/comédia/Watson Macedo)                       |
| 1957 | A Doutora é Muito Viva (longa/comédia/Ferenc Fekete)                      |
| 1957 | De Pernas pro Ar (longa/comédia/Victor Lima)                              |
| 1957 | Rio, Dezessete Horas (drama/Sergio Schera)                                |
| 1958 | Cala a Boca, Etelvina (longa/comédia/Eurides Ramos)                       |
| 1960 | Marido de Mulher Boa (longa/comédia/J.B.Tanko)                            |
| 1960 | Vai Que é Mole (longa/comédia/J.B.Tanko)                                  |
| 1960 | O Cantor e a Bailarina (longa/comédia/Armando de Miranda)                 |
| 1961 | Por um Céu de Liberdade (longa/drama/Luiz de Barros)                      |
| 1961 | Três Colegas de Batina (longa/comédia/Darcy Evangelista)                  |
| 1965 | São Paulo S/A (longa/drama/Luís Sérgio Person)                            |
| 1968 | Papai Trapalhão (longa/comédia/Victor Lima)                               |
| 1969 | Golias Contra o Homem das Bolinhas(longa/comédia/Victor Lima)             |
| 1969 | 2000 Anos de Confusão (longa/comédia/ Fauzi Mansur)                       |
| 1970 | A Arte de Amar bem (curta/comédia/ Fernando de Barros)                    |
| 1970 | Beto Rockfeller (filme) (longa/drama/ Cassiano Gabus Mendes)              |
| 1971 | Como Ganhar na Loteria sem Perder a Esportiva (longa/comédia/J. B. Tanko) |
| 1971 | Roberto Carlos a 300 km/h (longa/aventura/ Roberto Farias)                |
| 1971 | Lua de Mel & Amendoim (curta/comédia/Aníbal Massaíni Neto)                |

### Teatro
| Ano  | Título                               |
| ---- | ------------------------------------ |
| 1954 | São Paulo                            |
| 1962 | No País dos Bilhetinhos              |
| 1963 | Defunto Zero km                      |
| 1963 | Os Ossos do Barão, de Jorge Andrade  |
| 1964 | Esses Fantasmas, de Alberto D’Aversa |
| 1965 | Circo Teatro Zizi                    |

### Televisão
| Ano       | Título                        |
| --------- | ----------------------------- |
| 1964      | O Pequeno Mundo de Dom Camilo |
| 1965      | Quem Bate                     |
| 1967-1971 | A Família Trapo               |
| 1971-1972 | Dom Camilo e os Cabeludos     |
| 1971      | Zeloni Forno & Fogão          |
| 1973      | Tio Maravilha                 |
| 1973      | O Conde Zebra                 |